# Шипачёв, Вадим Александрович
Вади́м Алекса́ндрович Шипачёв (род. 12 марта 1987, Череповец, Вологодская область) — российский хоккеист, альтернативный капитан и центральный нападающий минского «Динамо». Серебряный призер Олимпиады, чемпион мира, двукратный обладатель Кубка Гагарина. Рекордсмен в истории КХЛ по сыгранным матчам, набранным очкам и голевым передачам как в регулярных сезонах, так и по сумме регулярных сезонов и плей-офф.

## Карьера

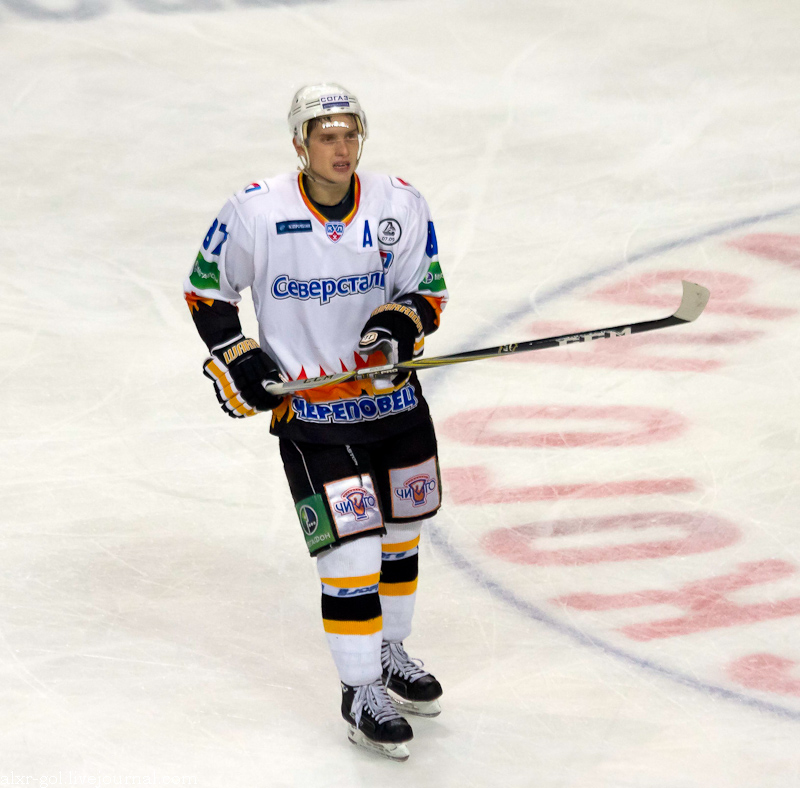
Шипачёв в составе «Северстали» в октябре 2011 года

Воспитанник череповецкого хоккея. Первый тренер — Вячеслав Викторович Дубровин. Начал профессиональную карьеру в 2005 году в родном Череповце в составе «Северстали». Два сезона — с 2006 по 2008 год — также выступал в клубе Высшей лиги «Белгород». Начиная с 2009 года — один из основных игроков «Северстали», лучший бомбардир и ассистент клуба, завоевал звание лучшего игрока клуба по итогам зрительского голосования в 2010 году. В сезоне 2010/11 Шипачёв стал вторым после Йозефа Страки бомбардиром клуба, набрав 41 (15+26) очко в 57 проведённых матчах, чем впервые заслужил вызов в российскую сборную.
Перешёл в СКА в 2013 году, подписав 4-летний контракт. В сезоне 2014/15 составил главное атакующее трио команды с Артемием Панариным и Евгением Дадоновым и помог команде выиграть первый в её истории Кубок Гагарина, а через два года повторить успех. Трижды входил в тройку лучших ассистентов сезона, а в сезоне 2015/16 стал лучшим.
4 мая 2017 года 30-летний Шипачёв подписал двухлетний контракт с клубом НХЛ «Вегас Голден Найтс» на общую сумму $9 млн. Дебютный матч в НХЛ провёл 15 октября 2017 года против «Бостон Брюинз» в 5-м матче «Вегаса» в сезоне, в котором отметился победной шайбой. После трёх проведённых матчей был отправлен в фарм-клуб «Вегаса» «Чикаго Вулвз», однако отказался выступать за «Вулвз», за что был дисквалифицирован «Вегасом» без сохранения зарплаты. 9 ноября 2017 «Вегас» расторг контракт с игроком, а сам игрок подписал соглашение о завершении карьеры в лиге.
11 ноября 2017 года подписал двусторонний контракт со СКА на сумму 30 млн рублей.
17 мая 2018 года подписал двухлетний контракт с московским «Динамо». Летом 2019 года клуб продлил контракт с игроком до конца сезона 2020/21. Был выбран капитаном команды на сезон 2019/20.
В апреле 2021 года подписал трёхлетний контракт с Динамо».
В составе «Динамо» Шипачёв трижды становился лучшим бомбардиром и ассистентом регулярного чемпионата, дважды получал приз «Золотой шлем» за попадание в сборную лучших игроков сезона 2020/21 и 2021/22 и два раза признавался самым ценным игроком регулярного чемпионата КХЛ (приз «Золотая клюшка») в сезонах 2020/21 и 2021/22.
В мае 2022 года Шипачёв был обменян в казанский «Ак Барс». В сезоне 2022/23 набрал 45 очков (9+36) в 68 матчах регулярного сезона. По ходу сезона стал первым хоккеистом в истории КХЛ, сделавшим 500 передач в регулярных сезонах. В плей-офф набрал 12 очков (4+8) в 24 матчах.
Сезон 2023/24 начал более уверенно, забросив свою 10-ю шайбу уже в 28-м матче. 16 ноября 2023 года набрал 900-е очко в КХЛ (по сумме регулярных сезонов и плей-офф). Всего в сезоне 2023/24 набрал 44 очка (13+31) в 62 матчах регулярного сезона. В плей-офф в 5 матчах набрал 2 очка (1+1).
В июне 2024 года был обменян в минское «Динамо» на денежную компенсацию, подписал двухлетний контракт. 
10 октября 2024 года в матче против СКА в гостях (4:2) забросил победную шайбу, это был 250-й гол Шипачёва в регулярных сезонах КХЛ, ему потребовалось провести 836 матчей. Он стал третьим хоккеистом в истории КХЛ после Сергея Мозякина и Найджела Доуса, забросившим 250 шайб. 15 октября набрал 3 очка (1+2) в игре против ЦСКА и помог «Динамо» выиграть матч в овертайме со счётом 5:4, в котором минчане уступали 2:4 за 190 секунд до конца третьего периода. Третье очко стало 800-м для Шипачёва в регулярных сезонах КХЛ (251+549) в 837 матчах. Это был 1000-й матч Шипачёва в КХЛ с учётом игр плей-офф. 19 октября в матче против «Нефтехимика» (4:1) вышел на первое место по матчам в КХЛ (с учётом плей-офф), сыграв 1002 матча и превзойдя достижение Евгения Бирюкова. 29 октября в своём 1006-м матче набрал 929-е очко в КХЛ по сумме игр регулярного чемпионата и плей-офф и вышел на первое место в списке бомбардиров, опередив Сергея Мозякина (928 очков в 842 матчах). 15 ноября набрал 4 очка (2+2) в матче против «Витязя» (6:4). 19 ноября набрал 4 очка (1+3) в игре против «Авангарда» (5:2).
По итогам сезона-2024/25 назван пресс-службой КХЛ одним из трех лучших хоккеистов минского «Динамо». В чемпионате нападающий стал лучшим бомбардиром команды, набрав 60 (16+44) очков в 75 матчах.

### В сборной

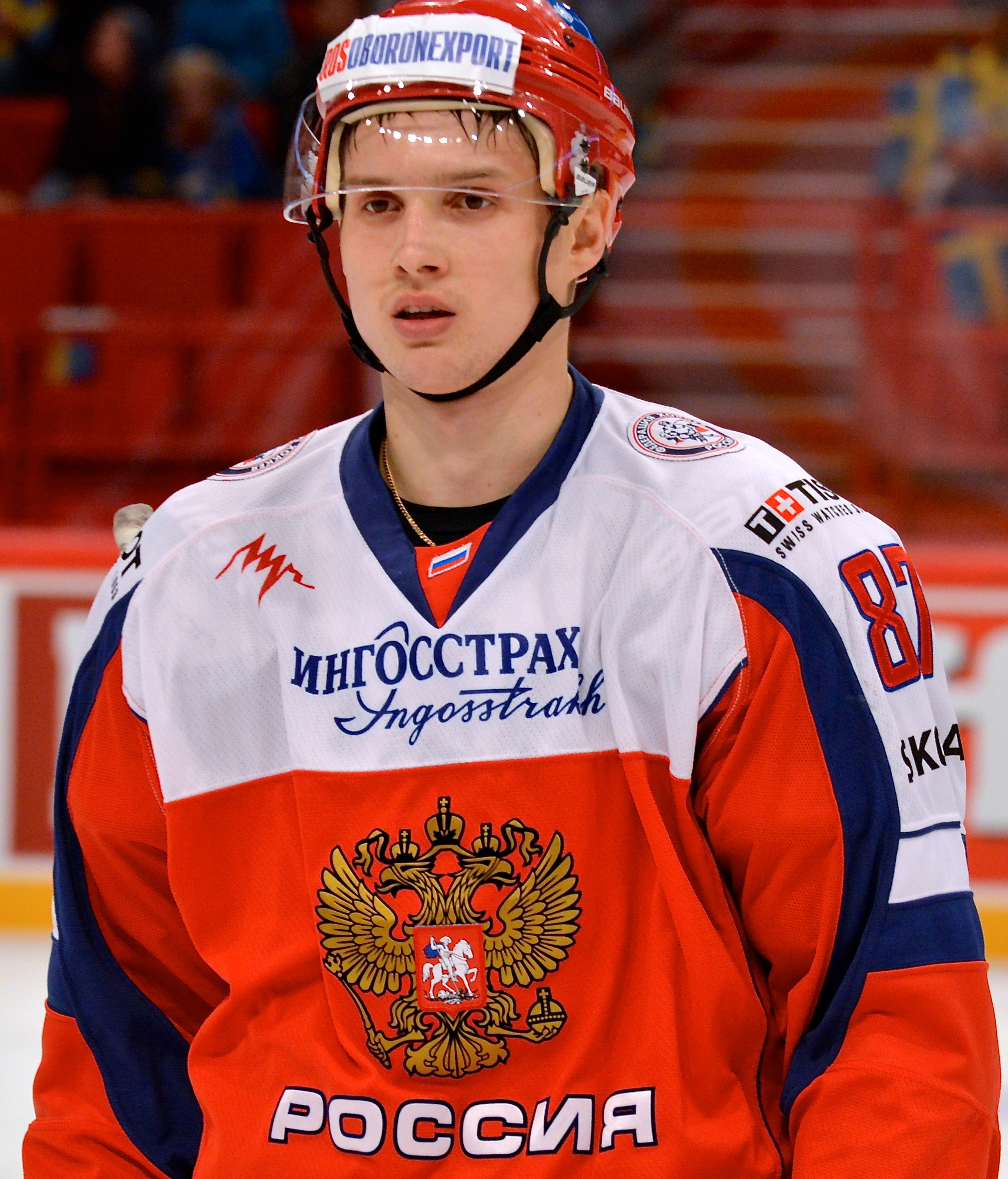
Май 2014 года

В составе сборной России принимал участие в этапах Еврохоккейтура в сезонах 2010/11,2011/12 и 2012/13, где он набрал 6 (3+3) очков в 21 проведённом матче.
25 мая 2014 года стал чемпионом мира в составе сборной России, набрав 6 (2+4) очков при показателе полезности +4 в 7 матчах. Не сыграл во всех матчах, так как был дисквалифицирован на три игры после встречи с Финляндией за силовой прием против Пекки Йормакки.
Также принял участие в чемпионатах мира 2015, 2016 и 2017 годов, завоевав с командой серебряные и дважды бронзовые награды. На чемпионате мира 2016 года стал лучшим бомбардиром, набрав 18 очков в 10 матчах, и вошёл в символическую сборную турнира.
Был вызван Олегом Знарком на Кубок мира 2016, на котором сыграл во встречах со сборной Швеции и Финляндии и набрал 1 очко, отдав результативную передачу Ивану Телегину во встрече с финнами. Стал одним из четырёх игроков сборной, представляющих не НХЛ.
На Олимпийских играх 2018 года сыграл только один матч, тем не менее получил золотую олимпийскую медаль.
Был назначен знаменосцем российской команды на церемонии открытия зимних Олимпийских игр 2022 года в Пекине. На самом турнире набрал 3 очка (1+2) в 6 матчах, сборная ОКР проиграла в финале команде Финляндии.

## Достижения и рекорды
- Олимпийский чемпион 2018, серебряный призёр Олимпийских игр 2022.
- Чемпион мира 2014, серебряный призёр чемпионата мира 2015, бронзовый призёр чемпионата мира 2016, 2017.
- Лучший бомбардир чемпионата мира 2016 года.
- Участник Матча всех звёзд КХЛ: 2012, 2015, 2016, 2019, 2020.
- Обладатель Кубка Гагарина: 2015, 2017.
- Лучший бомбардир и ассистент плей-офф Кубка Гагарина 2015.
- Лучший бомбардир регулярного чемпионата КХЛ 2019/20, 2020/21, 2021/22.
- Обладатель приза «Золотой шлем» (символическая сборная сезона) 2020/21, 2021/22.
- Обладатель приза «Золотая клюшка» (самый ценный игрок регулярного чемпионата) 2020/21, 2021/22.
- Рекордсмен по количеству сезонов плей-офф КХЛ с забитыми шайбами — 15 сезонов

- Статистика в КХЛ
  - Матчи
    - Рекордсмен по сумме регулярных чемпионатов и плей-офф — 1062
    - Рекордсмен в регулярных чемпионатах — 890
    - Третье место в плей-офф — 172 (рекорд — 189)

  - Очки
    - Рекордсмен по сумме регулярных чемпионатов и плей-офф — 980 (305+675)
    - Рекордсмен в регулярных чемпионатах — 850 (264+586)
    - Второе место в плей-офф — 130 (рекорд — 172)

  - Голы
    - Второе место по сумме регулярных чемпионатов и плей-офф — 305 (рекорд — 419)
    - Третье место в регулярных чемпионатах — 264 (рекорд — 351)
    - Пятое место в плей-офф — 41 (рекорд — 68)

  - Передачи
    - Рекордсмен по сумме регулярных чемпионатов и плей-офф — 675
    - Рекордсмен в регулярных чемпионатах — 586
    - Второе место в плей-офф — 89 (рекорд — 104)

## Статистика
| Легенда | Легенда                    | Легенда | Легенда                   | Легенда | Легенда    |
| ------- | -------------------------- | ------- | ------------------------- | ------- | ---------- |
| И       | Количество проведённых игр | Штр     | Штрафное время            | +/−     | Плюс-минус |
| Г       | Голы                       | П       | Голевые передачи          | О       | Очки       |
| -       | Статистика неизвестна      | —       | Статистика не учитывалась |         |            |

## Личная жизнь
Жена Екатерина. Две дочери: Полина и Кристина. Сын Илья.

## Награды
- Орден Почёта (26 мая 2014 года) — за большой вклад в победу национальной сборной команды России по хоккею на чемпионате мира 2014 года[32]
- Орден Дружбы (27 февраля 2018 года) — за высокие спортивные достижения на XXIII Олимпийских зимних играх 2018 года в городе Пхёнчхане (Республика Корея), проявленные волю к победе, стойкость и целеустремлённость[33].
- Медаль ордена «За заслуги перед Отечеством» I степени (25 февраля 2022 года) — за высокие спортивные достижения, волю к победе, стойкость и целеустремлённость, проявленные на XXIV Олимпийских зимних играх 2022 года в городе Пекине (Китайская Народная Республика)[34].